# Kabinett Cals

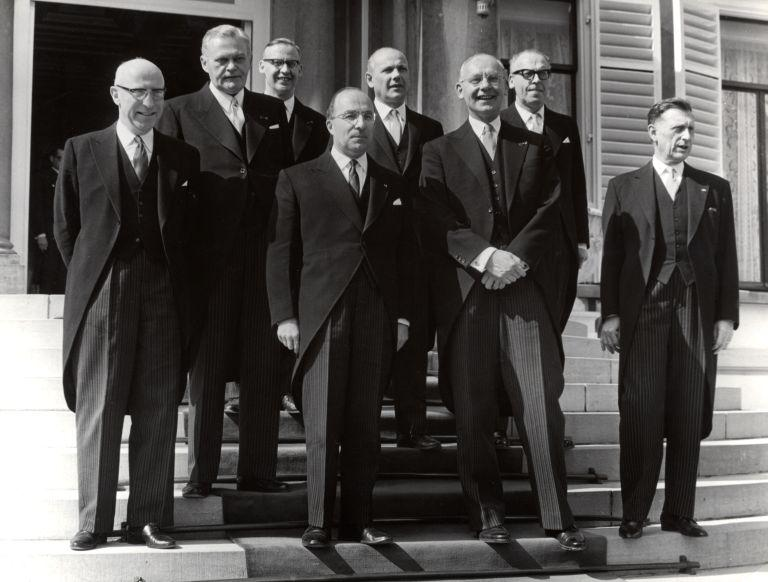
Die Minister des Kabinetts bei Amtsantritt, vor Palais Soestdijk.

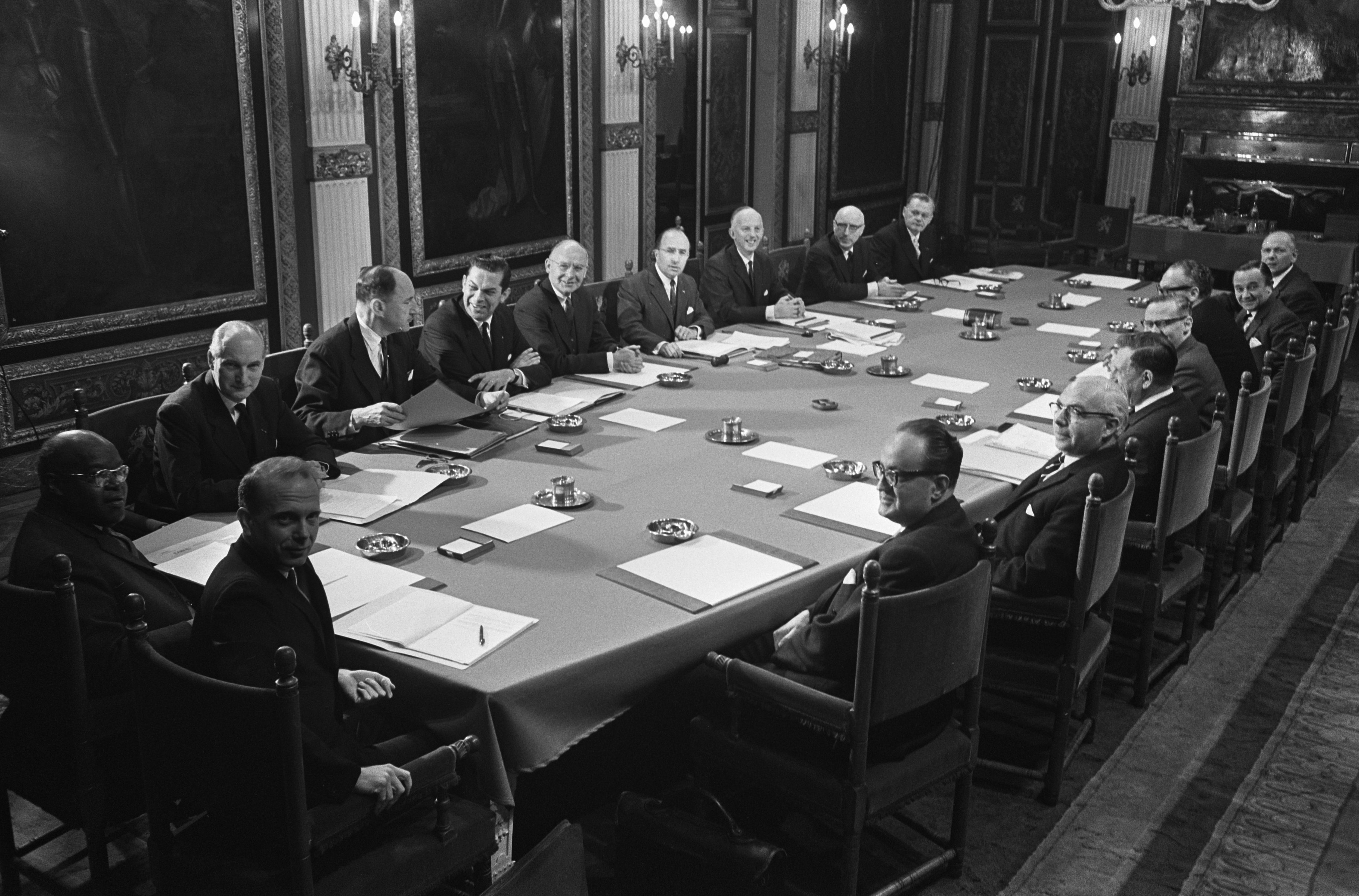
Das Kabinett bei seiner ersten Sitzung, 15. April 1965

Das Kabinett Cals bildete vom 14. April 1965 bis 22. November 1966 die Regierung der Niederlande. Es handelte sich um eine Koalition aus den christdemokratischen Parteien KVP und ARP und der sozialdemokratischen PvdA.

## Zusammensetzung

### Minister
| Geschäftsbereich/Amt                                                      | Minister                                       | Partei |
| ------------------------------------------------------------------------- | ---------------------------------------------- | ------ |
| allgemeine Angelegenheiten Ministerpräsident                              | Jo Cals                                        | KVP    |
| Finanzen stellvertretender Ministerpräsident                              | Anne Vondeling                                 | PvdA   |
| Landwirtschaft und Fischerei stellvertretender Ministerpräsident          | Barend Biesheuvel                              | ARP    |
| Äußeres                                                                   | Joseph Luns                                    | KVP    |
| Justiz                                                                    | Ivo Samkalden                                  | PvdA   |
| Inneres                                                                   | Jan Smallenbroek bis 31. August 1966           | ARP    |
| Inneres                                                                   | Ivo Samkalden 31. August bis 5. September 1966 | PvdA   |
| Inneres                                                                   | Pieter Verdam ab 5. September 1966             | ARP    |
| Bildung und Wissenschaft                                                  | Isaäc Arend Diepenhorst                        | ARP    |
| Verteidigung                                                              | Piet de Jong                                   | KVP    |
| Wohnungswesen und Raumordnung                                             | Pieter Bogaers                                 | KVP    |
| Verkehr und Wasserwirtschaft                                              | Ko Suurhoff                                    | PvdA   |
| Wirtschaft                                                                | Joop den Uyl                                   | PvdA   |
| Soziales und Gesundheit                                                   | Gerard Veldkamp                                | KVP    |
| Kultur, Freizeitgestaltung und Fürsorge                                   | Maarten Vrolijk                                | PvdA   |
| Minister ohne Geschäftsbereich beauftragt mit Hilfe an Entwicklungsländer | Theo Bot                                       | KVP    |

### Staatssekretäre
| Geschäftsbereich                        | Staatssekretär                                       | Partei    |
| --------------------------------------- | ---------------------------------------------------- | --------- |
| Äußeres                                 | Leo de Block                                         | KVP       |
| Äußeres                                 | Max van der Stoel ab 22. Juli 1965                   | PvdA      |
| Inneres                                 | Theo Westerhout ab 12. Juli 1965                     | PvdA      |
| Bildung und Wissenschaft                | Hans Grosheide                                       | ARP       |
| Finanzen                                | Willem Hoefnagels ab 1. Juni 1965                    | KVP       |
| Verteidigung                            | Adri van Es                                          | ARP       |
| Verteidigung                            | Gerard Peijnenburg ab 13. Mai 1965                   | parteilos |
| Verteidigung                            | Johannes Borghouts 13. Juli 1965 bis 5. Februar 1966 | KVP       |
| Verteidigung                            | Heije Schaper ab 22. Juni 1966                       | parteilos |
| Verkehr und Wasserwirtschaft            | Siep Posthumus ab 4. Mai 1965                        | PvdA      |
| Wirtschaft                              | Joop Bakker                                          | ARP       |
| Soziales und Gesundheit                 | Aloysius Bartels                                     | KVP       |
| Soziales und Gesundheit                 | José de Meijer                                       | KVP       |
| Kultur, Freizeitgestaltung und Fürsorge | Cees Egas ab 10. Mai 1965                            | PvdA      |